# 초조본 아비달마계신족론 권하
초조본 아비달마계신족론 권하(初雕本 阿毗達磨界身足論 卷下)는 서울특별시 종로구, 서울역사박물관에 있는 고려시대의 목판본 불경이다. 2002년 10월 19일 대한민국의 보물 제1355호로 지정되었다.

## 개요
이 불경은 대승불교가 일어나기 전의 상좌부(上座部)에서 갈라져 나온 설일체유부(說一切有部)의 사상을 알 수 있는 대표적인 논장(論藏)인 육족론(六足論) 가운데 하나로, 설일체유부의 논장에 통달한 세우존자가 저술한 것을 당나라의 승려인 현장이 한역한 것이다.
이 판본은 해인사 고려대장경 판과 비교해 보면 우선 판식이 동일하다. 그러나 초조본은 판수제이고 책의 장수 표시가 ‘장(丈)’으로 되어 있는데, 해인사본에는 판미제에 장수 표시가 ‘장(張)’으로 되어 있다.
그리고 책 끝에 있는 간행기록이 초조본에는 없는데 해인사본에는 있다. 또한 초조본에는 한 획이 탈락되어 있는 글자가 보이고 있는데 해인사 본은 바로 잡아 놓았다.
이 판본은 고려 현종 때 부처님의 힘으로 거란의 침입을 극복하고자 만든 초조대장경 판본 가운데 하나로, 보존 및 인쇄상태가 뛰어나 서지학ㆍ불교사연구에 매우 귀중한 자료로 평가된다.

## 참고 자료
- 초조본 아비달마계신족론 권하 - 국가유산청 국가유산포털